# باغ سرخ‌آباد
باغ سرخ‌آباد، روستایی است از توابع بخش مرکزی شهرستان سوادکوه در استان مازندران ایران. منطقه سرخ‌آباد در ۲۵ کیلومتری فیروزکوه به سمت قائمشهر واقع شده‌است. دارای منطقه ای بکر و دست نخورده می‌باشد.

## جمعیت
این روستا در دهستان راستوپی قرار دارد و براساس سرشماری مرکز آمار ایران در سال ۱۳۸۵، جمعیت آن ۳۶ نفر (۱۲خانوار) بوده‌است.

## آثار تاریخی
برج دیده‌بانی شروین باوند که مربوط به دوره ساسانیان می‌باشد در این منطقه واقع شده‌است. همچنین دارای آثار ملی چون کلیسای سرخ‌آباد و پل راه‌آهن سرخ‌آباد که مربوط به دوره پهلوی اول می‌باشند، می‌باشد. ایستگاه راه‌آهن سرخ‌آباد در مسیر قطار تهران فیروزکوه قرار دارد.